# Capriano del Colle (vino)
Il Capriano del Colle è una DOC la cui produzione è consentita nella provincia di Brescia.

## Storia
Nel 2013 il consorzio di tutela del Capriano del Colle DOC e del Montenetto di Brescia IGT (il Montenetto è il nome del colle citato nella denominazione) ha cambiato nome in Consorzio di Tutela del Montenetto. Si ipotizza che la DOC e l'IGT si fonderanno per dare vita alla nuova denominazione Montenetto DOP.